# MBR-Locker
MBR-Locker — тип вредоносной программы, который захватывает MBR (Master Boot Record) на жестком или гибком диске компьютера. Поскольку MBR — первый сектор на жестком диске, который содержит информацию о том, как компьютер должен загружать операционную систему, то MBR-Locker захватывает MBR, изменяя его собственным кодом, который блокирует доступ к операционной системе. В результате — компьютер перестает загружаться и пользователь не может получить доступ к своим данным.
Обычно MBR-Locker распространяется через вредоносные сайты, электронную почту и другими способами. Эта вредоносная программа может привести к полной неработоспособности компьютера и потере данных.
MBR-Locker также известный как «Ransomware» или «программа-вымогатель» инфицирует компьютер, блокируя или изменяя работу операционной системы, чаще всего с целью вымогания денег.